# Perilitus foveolatus
Perilitus foveolatus är en stekelart som beskrevs av Henry J. Reinhard 1862. Perilitus foveolatus ingår i släktet Perilitus och familjen bracksteklar. Inga underarter finns listade i Catalogue of Life.